# Lijst van nummer 1-hits in de Nederlandse Single Top 100 in 1987
Deze hits stonden in 1987 op nummer 1 in de Nationale Hitparade Top 100, uitgezonden door de TROS  op de befaamde TROS donderdag op Radio 3 tussen 14.00 en 18.00 uur. Deze publieke hitlijst was de voorloper van de huidige Nederlandse Single Top 100.
| Nummer | Datum        | Artiest                             | Titel                                      |
| ------ | ------------ | ----------------------------------- | ------------------------------------------ |
| 291    | 3 januari    | The Bangles                         | Walk Like an Egyptian                      |
| 292    | 10 januari   | Mel & Kim                           | Showing Out (Get Fresh at the Weekend)     |
|        | 17 januari   | Mel & Kim                           | Showing Out (Get Fresh at the Weekend)     |
|        | 24 januari   | Mel & Kim                           | Showing Out (Get Fresh at the Weekend)     |
|        | 31 januari   | Mel & Kim                           | Showing Out (Get Fresh at the Weekend)     |
| 293    | 7 februari   | Jackie Wilson                       | Reet Petite                                |
|        | 14 februari  | Jackie Wilson                       | Reet Petite                                |
|        | 21 februari  | Jackie Wilson                       | Reet Petite                                |
| 294    | 28 februari  | Aretha Franklin & George Michael    | I Knew You Were Waiting (for Me)           |
|        | 7 maart      | Aretha Franklin & George Michael    | I Knew You Were Waiting (for Me)           |
| 295    | 14 maart     | Mel & Kim                           | Respectable                                |
|        | 21 maart     | Mel & Kim                           | Respectable                                |
|        | 28 maart     | Mel & Kim                           | Respectable                                |
| 296    | 4 april      | Piet Veerman                        | Sailin' Home                               |
|        | 11 april     | Piet Veerman                        | Sailin' Home                               |
|        | 18 april     | Piet Veerman                        | Sailin' Home                               |
|        | 25 april     | Piet Veerman                        | Sailin' Home                               |
| 297    | 2 mei        | Jan Hammer                          | Crockett's Theme                           |
|        | 9 mei        | Jan Hammer                          | Crockett's Theme                           |
|        | 16 mei       | Jan Hammer                          | Crockett's Theme                           |
|        | 23 mei       | Jan Hammer                          | Crockett's Theme                           |
|        | 30 mei       | Jan Hammer                          | Crockett's Theme                           |
| 298    | 6 juni       | Mixed Emotions                      | You Want Love (Maria, Maria...)            |
|        | 13 juni      | Mixed Emotions                      | You Want Love (Maria, Maria...)            |
| 299    | 20 juni      | Whitney Houston                     | I Wanna Dance with Somebody (Who Loves Me) |
|        | 27 juni      | Whitney Houston                     | I Wanna Dance with Somebody (Who Loves Me) |
|        | 4 juli       | Whitney Houston                     | I Wanna Dance with Somebody (Who Loves Me) |
|        | 11 juli      | Whitney Houston                     | I Wanna Dance with Somebody (Who Loves Me) |
| 300    | 18 juli      | George Michael                      | I Want Your Sex                            |
| 301    | 25 juli      | Tony Esposito                       | Papa Chico                                 |
|        | 1 augustus   | Tony Esposito                       | Papa Chico                                 |
|        | 8 augustus   | Tony Esposito                       | Papa Chico                                 |
|        | 15 augustus  | Tony Esposito                       | Papa Chico                                 |
|        | 22 augustus  | Tony Esposito                       | Papa Chico                                 |
| 302    | 29 augustus  | Michael Jackson                     | I Just Can't Stop Loving You               |
|        | 5 september  | Michael Jackson                     | I Just Can't Stop Loving You               |
|        | 12 september | Michael Jackson                     | I Just Can't Stop Loving You               |
|        | 19 september | Michael Jackson                     | I Just Can't Stop Loving You               |
| 303    | 26 september | Michael Jackson                     | Bad                                        |
|        | 3 oktober    | Michael Jackson                     | Bad                                        |
| 304    | 10 oktober   | Rick Astley                         | Never Gonna Give You Up                    |
|        | 17 oktober   | Rick Astley                         | Never Gonna Give You Up                    |
|        | 24 oktober   | Rick Astley                         | Never Gonna Give You Up                    |
|        | 31 oktober   | Rick Astley                         | Never Gonna Give You Up                    |
|        | 7 november   | Rick Astley                         | Never Gonna Give You Up                    |
| 305    | 14 november  | George Michael                      | Faith                                      |
|        | 21 november  | George Michael                      | Faith                                      |
|        | 28 november  | George Michael                      | Faith                                      |
|        | 5 december   | George Michael                      | Faith                                      |
|        | 12 december  | George Michael                      | Faith                                      |
| 306    | 19 december  | T'Pau                               | China in Your Hand                         |
|        | 26 december  | Geen Nationale Hitparade verschenen | Geen Nationale Hitparade verschenen        |